# Clifford (film, 2021)
Pour le film de 1994, voir Clifford (film, 1994).
Pour les articles homonymes, voir Clifford.
Pour plus de détails, voir Fiche technique et Distribution.
Clifford (Clifford the Big Red Dog) ou Clifford le gros chien rouge au Québec et en Belgique est un film canado-américain réalisé par Walt Becker, sorti en 2021.
Il s'agit de l'adaptation du livre pour enfants Clifford the Big Red Dog de Norman Bridwell (en) (1963).

## Synopsis
À New York. Emily Elizabeth Howard se sent plus que jamais isolée en subissant quotidiennement des moqueries de ses camarades au collège. Lorsque son avocate de mère Maggie part pour un voyage d'affaires de deux jours, la jeune collégienne est confiée à son oncle Casey, un jeune homme aussi fantasque qu’imprévisible. Au cours d'une balade dans un parc, Emily et Casey entrent dans la tente du mystérieux Monsieur Bridwell, qui recueille des animaux abandonnés. Bien qu'elle ait refusé de repartir avec un adorable petit labrador rouge, Emily a la surprise de découvrir le chiot dans son sac à dos à son arrivée chez elle. Après la soirée passée à reporter tout son amour sur le chiot aussi maladroit qu'attachant, une autre surprise de taille l'attend à son réveil, le lendemain : le petit animal, qu'elle a baptisé Clifford, s'est transformé en un chien géant de 7 mètres. Emily s'embarque alors avec son oncle et son camarade Owen Yu dans une rocambolesque aventure, pleine de surprises et de rebondissements à travers la Grosse Pomme…

## Fiche technique
- Titre original : Clifford the Big Red Dog
- Titre français : Clifford
- Réalisation : Walt Becker
- Scénario : Jay Scherick, David Ronn, Blaise Hemingway, Justin Malen et Ellen Rapoport, d'après les personnages de Norman Bridwell
- Musique : John Debney
- Direction artistique : Allen Battino, Tom Frohling et Christopher Minard
- Décors : Naomi Shohan
- Costumes : Susan Lyall
- Photographie : Peter Lyons Collister
- Montage : Sabrina Plisco
- Production : Jordan Kerner et Iole Lucchese
- Production déléguée : Valerii An, Brian Bell, Lisa Crnic, Bradley J. Fischer, Deborah Forte, Caitlin Friedman et Brian Oliver
- Sociétés de production : Paramount Pictures, Entertainment One, Kerner Entertainment Company, New Republic Pictures et Scholastic Entertainment
- Société de distribution : Paramount Pictures
- Pays de production :  États-Unis /  Canada
- Langues originales : anglais, espagnol, russe, mandarin
- Genres : animation, aventure, comédie, fantastique
- Durée : 97 minutes
- Dates de sortie :
  - Canada, États-Unis : 10 novembre 2021
  - France : 1er décembre 2021

## Distribution
- Darby Camp (VF : Lisa Caruso) : Emily Elizabeth Howard
- Jack Whitehall (VF : Rémi Caillebot) : oncle Casey
- Izaac Wang (VF : Cindy Lemineur) : Owen Yu
- John Cleese (VF : Michel Prud'homme) : M. Bridwell
- Sienna Guillory (VF : Aurore Bonjour) : Maggie
- Tony Hale (VF : Laurent Morteau) : Tieran
- David Alan Grier (VF : Thierry Desroses) : Packard
- Horatio Sanz (en) (VF : Frédéric Souterelle) : Raul
- Paul Rodriguez (VF : Jean-François Aupied) : Alonso
- Russell Peters (VF : Gilles Morvan) : Malik
- Keith Ewell : M. Jarvis
- Bear Allen Blaine (VF : Aurélie Konaté) : Mme Jarvis
- Tovah Feldshuh : Mme Crullerman
- Jessica Keenan Wynn : Colette
- Ty Jones (VF : Rody Benghezala) : le chef de la police Watkins
- Russell Wong : M. Yu
- Siobhan Fallon Hogan : Petra
- Mia Ronn : Florence
- Madison Smith (VF : Soizic Fonjallaz) : Isabelle
- Madison Morris : Melinda

## Accueil
La sortie du film a été repoussée en raison de la pandémie de Covid-19.